# Jeff Grace (Komponist)
Jeffrey D. Grace (* 4. Juni 1975) ist ein US-amerikanischer Komponist.

## Leben
Jeff Grace wuchs in Boston auf. Während seiner Jugend spielte er in mehreren Rockbands mit. Später orientierte er sich musikalisch mehr zum Jazz und zur Klassischen Musik. Er studierte Piano und Komposition am Berklee College of Music und an der Rutgers University. Nach seinem Studium wurde er 1998 Assistent des Komponisten Robert Ruggieri und arbeitete mit ihm an Musiken für Ballett- und Tanztheateraufführungen. Von 2001 bis 2004 war er Assistent des Oscarprämierten Filmkomponisten Howard Shore, für den er unter anderen an Filmen wie Gangs of New York und der Herr-der-Ringe-Trilogie mitarbeitete.
Mit dem Animationsfilm Herschel Hopper: New York Rabbit debütierte Grace im Jahr 2000 als Filmkomponist. Sein eigentliches Langspielfilmdebüt hatte er im Jahr 2005 mit dem von Ti West inszenierten Horrorthriller The Roost – Angriff der Fledermäuse. Für West komponierte er unter anderem später auch noch die Musiken zu The Innkeepers – Hotel des Schreckens und In a Valley of Violence.
Grace lebt und arbeitet in New York City.

## Filmografie (Auswahl)
- 2000: Herschel Hopper: New York Rabbit
- 2005: The Roost – Angriff der Fledermäuse (The Roost)
- 2006: The Last Winter
- 2010: Auf dem Weg nach Oregon (Meek’s Cutoff)
- 2010: Bitter Feast – Blutiges Kochduell (Bitter Feast)
- 2010: Vampire Nation (Stake Land)
- 2011: The Innkeepers – Hotel des Schreckens (The Innkeepers)
- 2013: Night Moves
- 2013: We Are What We Are
- 2014: Cold in July
- 2016: Certain Women
- seit 2016: Hap and Leonard (Fernsehserie)
- 2016: In a Valley of Violence
- 2019: In the Shadow of the Moon